# Zweeds-Nederlandse Oorlog
De Zweeds-Nederlandse oorlog (1658-1660), ook wel Deens-Zweedse Oorlog, werd gevoerd tussen Zweden aan de ene kant en Denemarken en de Republiek der Zeven Verenigde Nederlanden aan de andere kant. Zweden probeerde controle te krijgen over de belangrijke handel in de Oostzee. Deze handel, met een traditie van eeuwen, was voor de Nederlanden erg belangrijk: de meeste omzet werd in dit gebied gemaakt, dat ook de bron was van vitale goederen zoals Zweeds staal en Pools graan en eikenhout. Nederland had Denemarken een verdrag afgedwongen waardoor de tol in de Sont voor de Nederlanders goedkoop was. Maar dit kwam in gevaar door het Zweedse streven de Oostzee tot een Zweedse binnenzee te maken: men bezat Finland, Estland en Lijfland al en probeerde ook de zuidkust te beheersen. De Zweeds-Nederlandse oorlog was een interventie in de "Noordse Oorlog" tussen Zweden en Denemarken.
De Zweedse koning Karel X Gustaaf kon zijn gezag in het door hem veroverde Polen niet handhaven omdat een Nederlandse vloot in 1656 de belegerde stad Danswijk (Danzig of Gdańsk) ontzette, de belangrijkste handelspartner van de Republiek. Als gevolg richtte Karel X van Zweden zich op Denemarken, welk land hij eerst vanuit het zuiden aanviel uit Duitsland.
Op 11 februari 1658 trok hij met een leger van 9 000 cavaleristen en 3 000 infanterie de Grote Belt over. Op dat moment was deze namelijk geheel bevroren, iets wat vrijwel nooit gebeurt (zie Kleine ijstijd).
Hij veroverde Sleeswijk-Holstein en Jutland, en leidde op 30 januari zijn troepenmacht over de Kleine Belt en plunderde Funen. Door te voet de bevroren wateren over te steken konden de Zweden van eiland naar eiland trekken om uiteindelijk op Seeland aan te komen.
Dit gebruikmaken van een plotselinge meteorologische situatie was een onverwachte schok voor vrijwel alle Europese landen. Ook was er een vredesverdrag met Denemarken, wat de verrassing vergrootte. Karel verbrak de in 1658 met de Deense koning Frederik III gesloten Vrede van Roskilde en begon Kopenhagen, na een mislukte poging de stad bij verrassing in te nemen, te belegeren. Engeland en Frankrijk probeerden te bemiddelen en waren pro-Zweeds, maar door de dood van Oliver Cromwell in Engeland was er een soort machtsvacuüm. In 1658 stuurt Nederland, na lang delibereren, een vloot van 75 schepen, 3000 kanonnen en 15.000 man onder luitenant-admiraal Jacob van Wassenaer Obdam naar het gebied. In de Slag in de Sont weten de Nederlanders de Zweden te verslaan en Kopenhagen te ontzetten.
In 1659 bevrijdde een tweede vloot onder Michiel Adriaanszoon de Ruyter de Deense eilanden. Deze actie, de "Landing op Fünen", wordt gezien als het eerste voorbeeld van een gecoördineerde militaire landingsoperatie.
Na de dood van Karel X werd in 1660 de Vrede van Kopenhagen gesloten.
Tot 1677 bleven de banden tussen de Republiek en Denemarken erg nauw:
Volckert Schram en Frederick Stachouwer waren een tijd in Deense dienst; Koert Adelaer en
Cornelis Tromp zelfs feitelijk opperbevelhebber van de Deense vloot, Michiel Adriaanszoon de Ruyter werd in de Deense adelstand verheven.
Op 2 oktober 1679 werd de vrede tussen de republiek en Zweden getekend bij de Vrede van Nijmegen.